# Hanns-Ferdinand Müller
Hanns-Ferdinand Müller (* 29. Mai 1965 in Trier) ist ein deutscher Manager und Unternehmer, Musiker und Komponist, der seit 1989 in unterschiedlichen Geschäftsfeldern Führungspositionen bekleidet. Seit 2011 ist Müller Honorarprofessor an der ISM – International School of Management. Zudem ist Müller Mitglied des Kuratoriums der ISM.

## Leben
Müller wuchs in Speicher (Eifel) auf. Als Luftwaffenoffizier studierte er Wirtschafts- und Organisationswissenschaften an der Helmut-Schmidt-Universität der Bundeswehr. Daneben studierte er Musik an der Hochschule für Musik und Theater in Hamburg. Seit 1989 war Müller als Leiter Materialwirtschaft des militärischen Flughafens Köln-Bonn tätig.
1993 wechselte Müller als Seniorberater zur WestLB Bank. Während seiner Zeit bei der WestLB promovierte Müller zum Dr. rer. pol. an der Universität Trier. Von 1996 bis 2001 war Müller als Mitglied der Geschäftsleitung für die Kienbaum Management Consultants GmbH in Berlin tätig.
Hanns-Ferdinand Müller war von 2001 bis 2014 für den RWE-Konzern tätig. Zuletzt als Vorstandssprecher (CEO und CFO) der RWE Vertrieb AG in Dortmund. 2011 wurde er Honorarprofessor an der International School of Management in Dortmund. Von Juli 2014 bis Januar 2017 war er als Senior Advisor für goetzpartners in München, im In- und Ausland tätig.
Von 2014 bis Ende 2019 war Müller Beiratsvorsitzender und Gesellschafter der DZ-4 GmbH, Hamburg. In dieser Rolle begleitete er aktiv den Wachstumsprozess und erfolgreichen Verkauf an die ENBW, Karlsruhe im Jahr 2021.
Von Februar 2017 bis Juni 2022 war er als CEO im Vorstand der Foris AG in Bonn, dem Marktführer für Prozesskostenfinanzierung im deutschen Markt, wo er die strategische Weiterentwicklung des Geschäftsmodells Prozessfinanzierung vorangetrieben und maßgebliche Projekte zur Digitalisierung umgesetzt hat. Seit Juli 2022 ist er als Markenbotschafter und Ambassador der FORIS AG tätig sowie als Entrepreneur und Executive Coach im deutschen Markt aktiv.
2023 gründete er mit Gerold Kaltenbach adcompanium, eine Plattform und Netzwerk erfahrener, ausgebildeter C-Level-Coaches und Advisor, die „auf allen Seiten des Tisches gesessen haben“ und neben des Abschlusses des LCP Leadership-Coaching-Programms an der IESE Business School in Barcelona über eine Ausbildung im Bereich Persönlichkeitsdiagnostik verfügen.

## Musikalisches Schaffen
Zusammen mit Benedikt Stampa, Intendant des Festspielhaus Baden-Baden, und dem Journalisten und Fernsehmoderator Holger Noltze gründete Müller 2015 eine Kapitalgesellschaft, die eine online-Plattform für klassische Musik betreibt.

In seiner Freizeit macht Müller Musik mit seinen Freunden Wolf Codera und Rhani Krija. Zur Handball-Weltmeisterschaft der Männer 2007 schrieb Müller den Motivationssong Heiner für alle, alle für Heiner für die deutsche Handballnationalmannschaft. Zum 70. Geburtstag von Franz Xaver Ohnesorg komponierte Müller ein Klavierkonzert, das mit Elisabeth Leonskaja und dem Kölner Kammerorchester unter Christoph Poppen am 11. März 2018 in der Kölner Philharmonie uraufgeführt wurde. Der Musik verbunden ist Müller auch durch seine Engagements für das Domicil Dortmund, das Konzerthaus Dortmund, das Klavier-Festival Ruhr sowie durch seine Position als langjähriger Vorstandsvorsitzender des Internationalen Schubert-Wettbewerbs Dortmund und als Mitglied des Vorstandes der Concert-Gesellschaft Köln. Die Concert-Gesellschaft Köln wurde bereits 1827 von Kölner Bürgerinnen und Bürgern ins Leben gerufen und unterstützt das Gürzenich-Orchester, Köln.
Mitte Dezember 2023 veröffentlichte Müller die CD Lockdown Sessions – 15 cities – 15 friends, darauf befinden sich 15 eigene Kompositionen, die er co-produziert und Musikern wie Wolf Codera, Rhani Krija, Bernd Voss, Stephan Schrader oder Dirk Schlag aufgenommen hat.

## Privates
Müller ist verheiratet und hat eine Tochter. 
Seit 1985 ist er Mitglied der katholischen Studentenverbindung KDStV Aenania München.
Er engagiert sich für zahlreiche soziale Projekte im Heiligen Land. 2006 wurde er vom Kardinal-Großmeister Carlo Kardinal Furno zum Ritter des Ritterordens vom Heiligen Grab zu Jerusalem ernannt.

## Diskographie
- Heiner für alle, alle für Heiner DHB Deutscher Handballbund (2006)[9]
- A new era in lounge music Coderas Chill-In Zone Volume 1 CD (2007)
- Lockdown Sessions 15 cities 15 friends (2023)